# Patrick Sylvestre
Patrick Sylvestre (født 1. september 1968 i Bure, Schweiz) er en tidligere schweizisk fodboldspiller (midtbane).
Sylvestre spillede hele sin karriere i hjemlandet, hvor han tilbragte længst tid hos FC Lugano. Han spillede også hos FC Sion, og her var han i 1997 med til at vinde det schweiziske mesterskab.
Sylvestre spillede desuden elleve kampe for det schweiziske landshold. Han var en del af det schweiziske hold til både VM i 1994 i USA og EM i 1996 i England. Ved 94-slutrunden spillede han en enkelt kamp, mens han ikke var på banen i 1996-turneringen.